# Фредерик (Висконсин)
Фредерик (енгл. Frederic) град је у америчкој савезној држави Висконсин.

## Демографија
По попису из 2010. године број становника је 1.137, што је 125 (-9,9%) становника мање него 2000. године.
| Група             | 2000.         | 2010.         |
| Белци             | 1.231 (97,5%) | 1.088 (95,7%) |
| Афроамериканци    | 1 (0,1%)      | 3 (0,3%)      |
| Азијати           | 2 (0,2%)      | 6 (0,5%)      |
| Хиспаноамериканци | 5 (0,4%)      | 12 (1,1%)     |
| Укупно            | 1.262         | 1.137         |